# Psychic Terrorism
Psychic Terrorism je devatenáctým studiovým album od rockové skupiny Wishbone Ash, nahrané v roce 1998. Album představuje hudební spolupráci ve stylu techno a dance mezi vedoucím skupiny Andy Powellem a guru elektronické hudby Mike Bennettem.
Je pokračovatelem alba Trance Visionary.

## Seznam stop
1. "Transliteration" - 1:36
2. "Narcissus Stash" - 3:46
3. "Sleep's Eternal Slave" - 4:30
4. "Monochrome" - 5:10
5. "Breaking Out" - 2:24
6. "The Son of Righteousness" - 4:32
7. "Psychic Terrorism" - 2:37
8. "How Many Times?" - 5:47
9. "Bloodline" - 0:47
10. "Back Page Muse" - 3:52
11. "Powerbright Conclusion" - 4:36

## Obsazení
- Andy Powell – kytara, zpěv
- Mark Birch – kytara, zpěv
- Bob Skeat – baskytara
- Ray Weston – bicí